# Embuscade d'Hallalé
Insurrection djihadiste au Burkina Faso
Batailles
- Samorogouan
- Intangom
- Nassoumbou
- Ariel
- 1re Inata
- Loroni
- Gorom-Gorom
- Koutougou
- Arbinda
- Hallalé
- Markoye
- Dounkoun
- Boukouma
- 2e Inata
- Titao
- Opération Laabingol
- Namissiguima
- Madjoari
- Bourzanga
- Seytenga
- Gaskindé
- Tin-Ediar
- Tin-Akoff
- Aoréma
- Ougarou
- Namsiguia
- Noaka
- Koumbri
- Djibo
- Tawori
- Mansila
- Nassougou

Massacres
- Yirgou
- Solhan
- Karma
- Komsilga, Nodin et Soroe
- Bibgou et Soualimou
- Barsalogho

Attentats
- 1er Ouagadougou
- 2e Ouagadougou
- 3e Ouagadougou

L'embuscade d'Hallalé a lieu les 24 et 25 décembre 2019, pendant l'Insurrection djihadiste au Burkina Faso.

## Déroulement
Dans la nuit du 24 au 25 décembre 2019, une unité du détachement de Namsiguia tombe dans une embuscade à Hallalé, près de Tongomayel, dans la province de Soum, alors qu'elle était chargée de boucler un passage utilisé par les groupes armés dans le cadre d'une offensive contre les djihadistes,. 

## Revendication
L'attaque est revendiquée le 30 décembre par le Groupe de soutien à l'islam et aux musulmans.

## Pertes
L'AFP fait état de la mort d'une dizaine de militaires et de « plusieurs terroristes » d'après une source sécuritaire. RFI donne pour sa part un bilan plus précis de onze militaires et cinq djihadistes tués.